# King’s Lynn
King’s Lynn – miasto w Wielkiej Brytanii, w Anglii, w północno-zachodniej części hrabstwa Norfolk, u ujścia rzeki Great Ouse do zatoki The Wash nad Morzem Północnym. W King’s Lynn urodzili się Roger Taylor, perkusista grupy Queen, George Vancouver, podróżnik i odkrywca oraz George Russell, kierowca wyścigowy.
Liczba mieszkańców w 2001 roku wynosiła 34 564.
W mieście rozwinął się przemysł spożywczy, maszynowy, chemiczny oraz elektrotechniczny.

## Kluby piłkarskie
W 1879 w mieście został założony klub piłkarski King’s Lynn F.C., który istniał do 2009. W 2010 powstał nowy klub – King’s Lynn Town F.C.. W latach 2020–2022 uczestniczył w rozgrywkach National League, stanowiących piąty poziom ligowy w Anglii.

## Miasta partnerskie
- Emmerich am Rhein
- Mladá Boleslav